# Len Cariou
Leonard 'Len' Joseph Cariou (Winnipeg, 30 september 1939) is een Canadees acteur. Hij werd in 2009 genomineerd voor een Primetime Emmy Award voor zijn bijrol in de televisiefilm Into the Storm. Hij won in 1979 daadwerkelijk een Tony Award voor zijn rol in een Broadway-uitvoering van Sweeney Todd, nadat hij in 1977 al een Canadian Film Award kreeg voor zijn filmdebuut als hoofdrolspeler in One Man.
Cariou trouwde in 1986 met Heather Summerhayes, zijn derde echtgenote. Eerder was hij getrouwd met achtereenvolgens Patricia Otter en Susan Kapilow. Samen met Otter kreeg hij dochter Laurel.

## Filmografie
*Exclusief 20 televisiefilms
- Spotlight (2015)
- Prisoners (2013)
- The Onion Movie (2008)
- 1408 (2007)
- Flags of Our Fathers (2006)
- The Boynton Beach Bereavement Club (2005)
- The Greatest Game Ever Played (2005)
- Secret Window (2004)
- The Skulls III (2003)
- About Schmidt (2002)
- Thirteen Days (2000)
- Executive Decision (1996)
- Never Talk to Strangers (1995)
- Getting In (1994)
- Lady in White (1988)
- Surviving (1985, televisiefilm)
- The Four Seasons (1981)
- Drying Up the Streets (1978)
- A Little Night Music (1977)
- One Man (1977)

## Televisieseries
*Exclusief eenmalige gastrollen
- Blue Bloods - Henry Reagan (2010-2024)
- Damages - Louis Tobin (2010, vijf afleveringen)
- Brotherhood - Judd Fitzgerald (2006-2007, acht afleveringen)
- Murder, She Wrote - Michael Hagarty (1985-1992, zeven afleveringen)

- Bibliothèque nationale de France: cb14013947s (data)
- Gemeinsame Normdatei: 135171210
- International Standard Name Identifier: 0000 0001 1493 1146
- Library of Congress Control Number: n85386952
- MusicBrainz: 5c7a9c69-a7ba-4778-a096-e80f9e10e9a5
- Nationale Bibliotheek van Tsjechië: xx0067076
- Nationale Bibliotheek van Israël: 987007455127105171
- Nederlandse Thesaurus van Auteursnamen: 074103199
- SNAC: w6xk9fs5
- Système universitaire de documentation: 187508402
- Virtual International Authority File: 203149294362480522125